# 戈加
戈加（Ghoga），是印度德里North West县的一个城镇。总人口3766（2001年）。

## 人口
该地2001年总人口3766人，其中男性2032人，女性1734人；0—6岁人口591人，其中男343人，女248人；识字率67.58%，其中男性为74.41%，女性为59.57%。